# استنلی چتم هندمن
استنلی چتم هندمن (انگلیسی: Stan Hindman; ۱ مارس ۱۹۴۴ – ۱۵ ژوئیهٔ ۲۰۲۰) معمار، و بازیکن فوتبال آمریکایی اهل ایالات متحده آمریکا بود.
از باشگاه‌هایی که در آن بازی کرده‌است می‌توان به سان فرانسیسکو فورتی ناینرز اشاره کرد.